# グラヌム
グラヌム（Glanum）は、南フランス・プロヴァンス地方にあった古代ローマ時代の都市。その遺跡は、現在のブーシュ＝デュ＝ローヌ県のサン＝レミ＝ド＝プロヴァンスのすぐ南（アヴィニョンからは20kmほど南）に残っている。

## 歴史

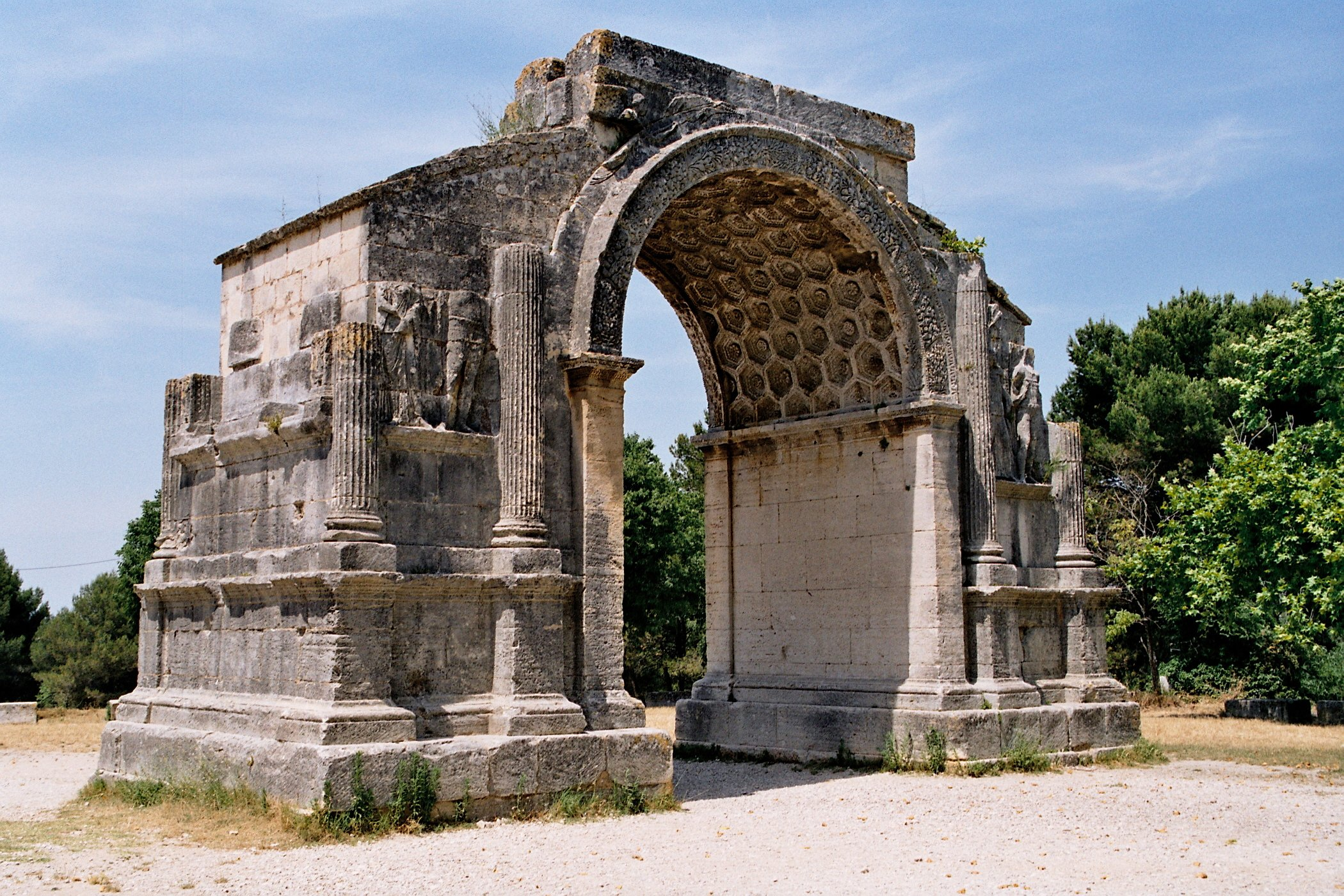
グラヌムの凱旋門

この都市はもともとケルト系の民族 (Celto-Ligurians) によって建造され、後にギリシャ風になったものであり、ローマの植民地 (settlement) となった紀元前1世紀には既に古い都市となっていた。ケルト神話の神グラニス（Glanis, この神は地方の癒しの泉に結び付けられる）を祀る社は紀元前4世紀に建立された。ローマ人たちはその社と神性を受け入れ、町の名をグラニスにちなんで命名した。
アウグストゥスの治世にグラヌムは属領 (colony) に昇格し、多くの記念建造物が作られた。その中には、広場、浴場、凱旋門、さまざまな寺院などが含まれている（そのうちいくつかには、アウグストゥスの娘婿アグリッパが作ったものもある）。
グラヌムは260年にアラマニ人（ゲルマン人の一種）によって破壊され、打ち棄てられた。その住民たちは、数キロ北の都市（現在のサン＝レミ＝ド＝プロヴァンス）を目指して移住を行った。グラヌムは以後、高い建造物の一部を除いて埋もれてしまい、1921年になって発掘された。それ以降は、フランスにおけるローマ時代の発掘物の中では最重要なものの一つとなっている。

## 特徴的な建造物

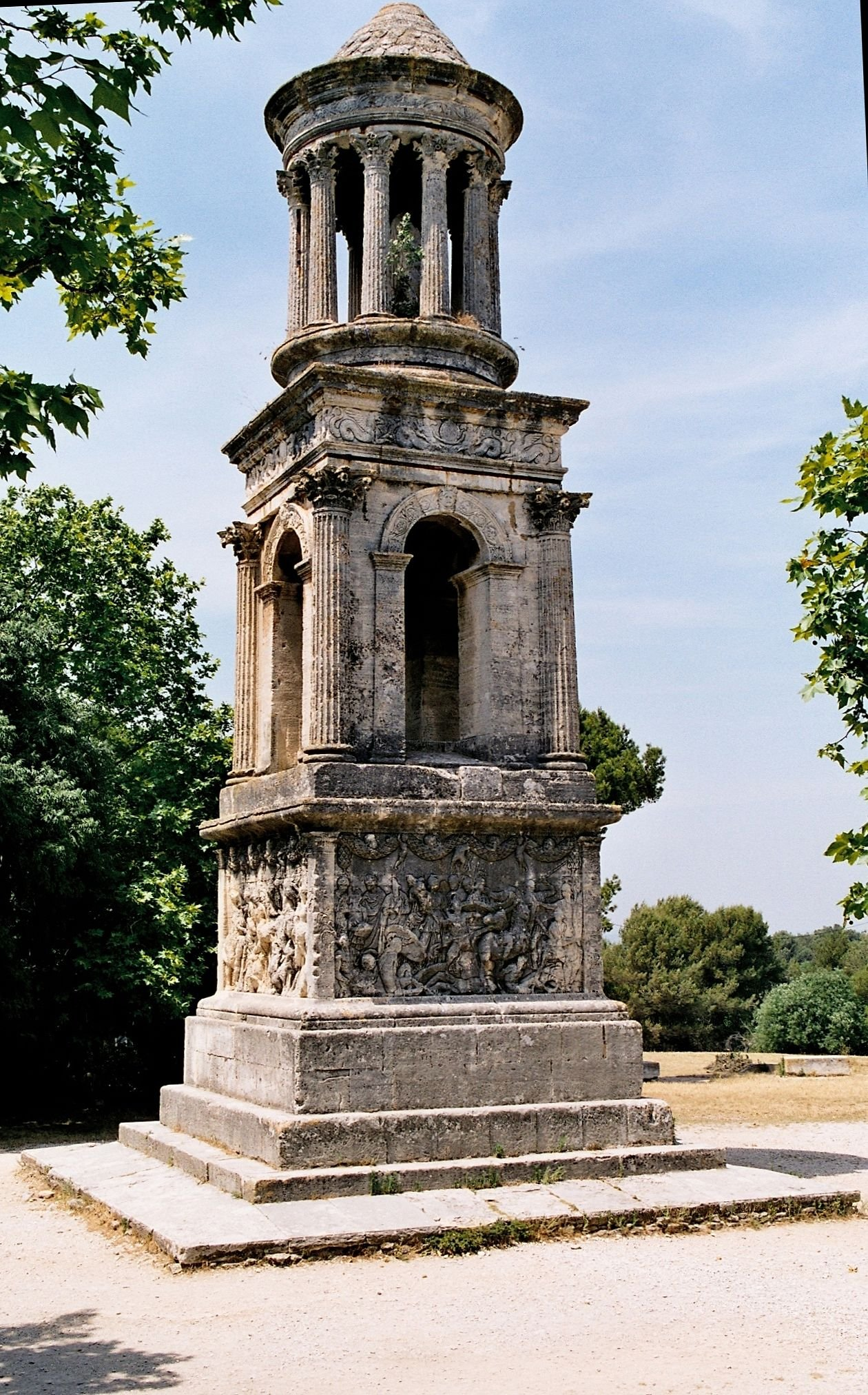
死者記念塔（モゾレ）

### 凱旋門
グラヌムには西暦10年から25年に建造された印象的な凱旋門がある。そこには勝利者たるローマ人に鎖で引かれるガリア人捕虜が描かれており、西暦1世紀以降のものである死者記念塔と密接に結びついていると考えられる。

### 死者記念塔
死者記念塔（Mausolée, モゾレ）は、全高18メートルの塔で、古代ローマ時代の遺物の中では最もよく保存されているもののひとつである。多少の文字の欠落はあるものの、「セクスティウス、マルクス、ルキウス・ユリウス。ガイウスの子たち。その両親へと」という碑文は明瞭に読み取れる。その土台部には歴史上ないし神話上の様子を描いたレリーフがある。
- 北面- 騎馬戦（時代背景等は不明。神話の一場面の可能性もある）
- 東面- ギリシャ人とアマゾネスの戦いに触発されたもので、死んだ敵から戦利品を奪っている。
- 西面- トロイ戦争から採られた戦いの情景

この凱旋門と死者記念塔は、今日地元ではles Antiques として知られるものであり、古代都市の現存する遺物としては最大級のものであった。かつてグラヌムの大半が埋もれていたときには、地表に出ていたのはこれらの一部分だけであった。
座標: 北緯43度46分26秒 東経4度49分57秒 / 北緯43.77389度 東経4.83250度